# Barra spaziatrice

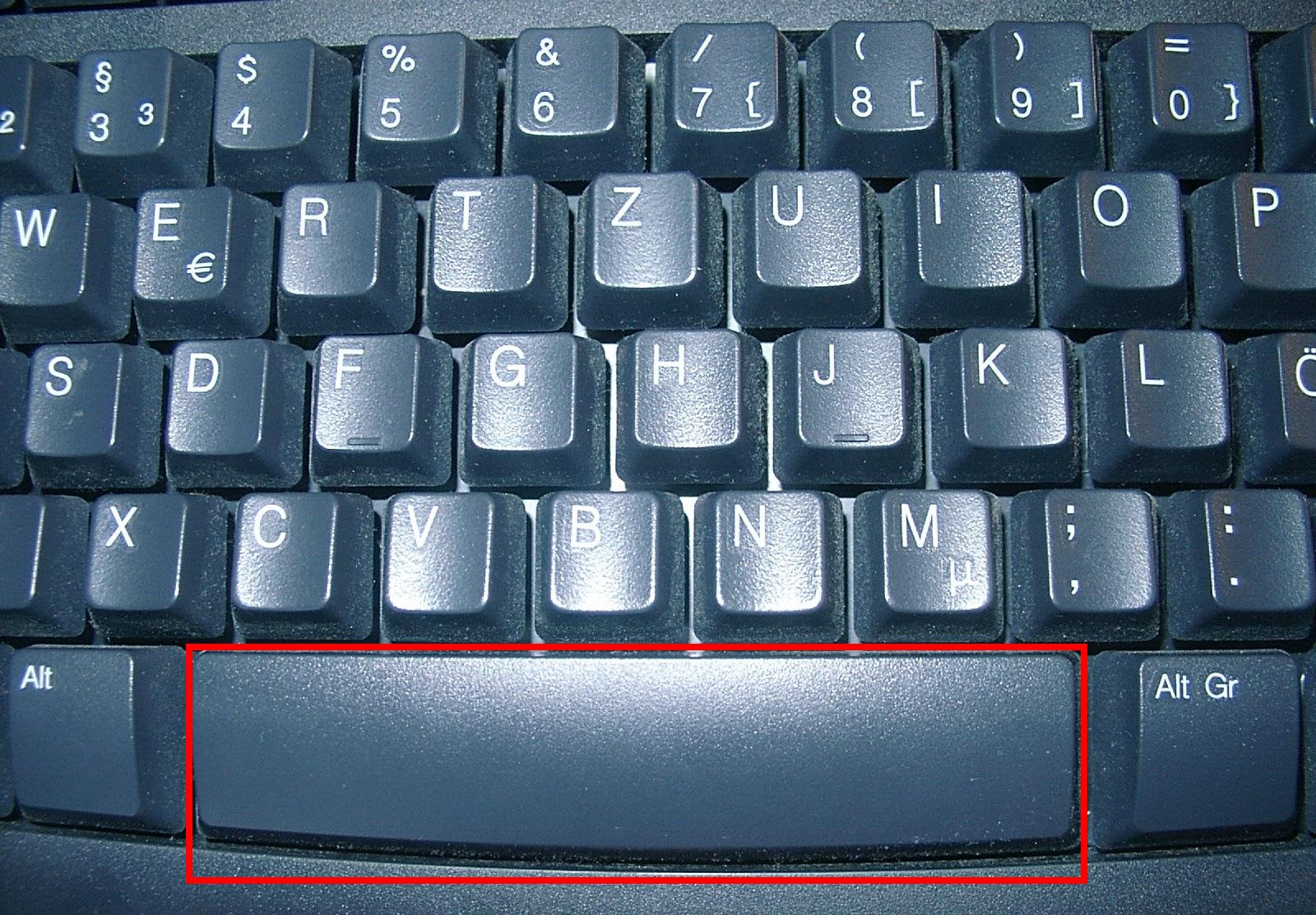
Una tastiera per computer. La barra spaziatrice è il tasto lungo in basso.

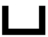
Pittogramma ISO/IEC 9995

La barra spaziatrice o spazio è un tasto presente nelle tastiere e macchine da scrivere sin dalla loro nascita. La sua funzione è quella di aggiungere uno spazio tra due parole. Solitamente è il tasto più lungo della tastiera, così da facilitarne la pressione da entrambe le mani.
La barra spaziatrice ha diverse funzioni, a seconda del sistema operativo e dell'applicazione. Ad esempio, nei lettori multimediali si può mettere il brano o il video in pausa oppure farne ripartire la riproduzione; viene anche usata nei giochi, dove nella maggior parte delle volte premere la barra spaziatrice equivale a sparare o a saltare nei giochi platform.
Nei browser web con la barra spaziatrice si può saltare alla fine o all'inizio della pagina visualizzata, a seconda se la si preme da sola o insieme al tasto ⇧ Maiusc.
In alcuni tracker audio serve anche per andare avanti di una riga nella canzone.